# تیم گاس
تیم گاس (انگلیسی: Tim Goss؛ زادهٔ ۲۸ فوریهٔ ۱۹۶۳) مهندس ورزش‌های موتوری اهل بریتانیا و مدیر فنی سابق تیم مک‌لارن در مسابقات اتومبیل‌رانی فرمول یک است.
گاس از امپریال کالج لندن فارغ‌التحصیل شد و در همان کالج تحصیلات تکمیلی خود برای کسب تخصص در زمینهٔ احتراق موتورهای توربوشارژ به پایان رساند. گاس پس از آن در سال ۱۹۸۶ به شرکت کازوورث پیوست.
گاس در سال ۱۹۹۰ به تیم مک‌لارن ملحق شد و به سمت مهندس مسئول طراحی نحوهٔ نصب موتور منصوب شد. او بعداً در مقام مهندس مسابقه دستیار میکا هاکینن مشغول شد و پس از آن نیز به‌عنوان مهندس ارشد تیم آزمایش مشغول به کار شد. او پس از فعالیت به‌عنوان سرپرست دینامیک خودرو، در جایگاه مهندس ارشد پیشرانه به فعالیت خود در مک‌لارن ادامه داد و در نهایت نظارت بر معرفی نخستین جعبه‌دندهٔ تعویض یک‌پارچهٔ فرمول یک در سال ۲۰۰۵ را بر عهده گرفت.
گاس در سال ۲۰۰۵ به‌عنوان مهندس ارشد پروژهٔ مک‌لارن ام‌پی۴-۲۱ منصوب شد و رهبری تیم طراحی مهندسی آدریان نوی را برای طراحی خودروی فصل ۲۰۰۶ مک‌لارن بر عهده گرفت. او در ژانویهٔ ۲۰۱۱ به‌عنوان مدیر مهندسی مک‌لارن انتخاب شد. در فوریهٔ ۲۰۱۳ و پس از این که مک‌لارن جدا شدن پدی لووی و پیوستن او به مرسدس اف۱ از ابتدای فصل ۲۰۱۴ را تأیید کرد، گاس به‌عنوان مدیر فنی مک‌لارن منصوب شد. او تا سال ۲۰۱۸ در مقام مدیر فنی این تیم باقی ماند و پس از آن جای خود را به جیمز کی داد.